# Mest önskade 2
Mest önskade 2 är ett album år 2000 av det svenska dansbandet Mats Bergmans. Några låtar är på engelska.

## Låtlista
1. "Du är den" - sång: Jonas (Lennart Dahlberg)
2. "Guld och gröna skogar" - sång: Magnus (M.Wendt-C.Lundh)
3. "It's a matter of time" - sång: Jonas (Clive Westlake)
4. "En liten fågel" - sång: Micke (Carina Jaarnek/Cecilia von Melen)
5. "Say you'll stay until tomorrow" - sång: Jonas (Barry Mason/Roger Greensway)
6. "Åh, vilken underbar dag (just idag)" -sång: Jonas (Marek Cruczkowski/Boel Glaas)
7. "I just want to dance with you" - sång: Micke (John Prince/Roger Cook)
8. "Happy Maggie" - (instrumentl) (Åke Nilsson)
9. "Vårda ömt vår kärlek" - sång: Jonas (Lennart Dahlberg)
10. "I got stung" - sång: Jonas (Aaron Schroeder/David Hill)
11. "Rosen som du gav mig" - sång: Jonas (Lasse Andersson/Bruno Glenmark)
12. "Mariann från Skrea strand" - sång: Magnus (Paul Sahlin)
13. "Vart tog tiden vägen" - sång: Jonas (Stig Holmbom)
14. "All världens rosor" (Peter Bergqvist/Keith Almgren)
15. "Vart tar alla åren vägen" - sång: Jonas (Jonas Näslund/Elisabeth Lord/Tommy Gunnarsson)
16. "Har du tid med kärleken" - sång: Jonas (Elisabeth Lord/Tommy Gunnarsson)